# 龍角散
龍角散（りゅうかくさん）は、日本の製薬会社の株式会社龍角散であり、また同社が製造・販売する薬のブランド名であり登録商標である。

## 概説
株式会社龍角散は東京都千代田区にある製薬会社であり、「龍角散」は同社が製造・販売するのど薬（鎮咳去痰薬）のブランド名であり、「龍角散」は同社の登録商標である（登録商標第795587号ほか）。
千葉県香取郡多古町に千葉工場があり「龍角散」というブランド名で、粉末状のものだけでなく、のど飴、トローチ、タブレット、ゼリーなど、鎮咳去痰薬を中心に製造している。
社長は、初代藤井得三郎、2代目得三郎（米次郎）、3代目得三郎（勝之助）、4代目康男と続き、現社長の隆太は株式会社の5代目である（秋田の玄淵から数えると8代目）。

## 沿革
龍角散の原型は秋田初代の藤井玄淵が考案した。秋田二代目の玄信は、蘭学を学び西洋の生薬を取り入れ改良した。三代目正亭治は幕末の藩主・佐竹義堯に仕え、御典医となり、義堯の持病である喘息を治すために長崎で蘭学を修めて帰藩。家伝薬をぜん息の処方に改良して「龍角散」の基礎を確立した。「龍角散」の名は龍骨・龍脳・鹿角霜といった生薬に由来するが、これらの生薬は後の処方見直しの際に外された。
明治維新によって藩薬であった龍角散は藤井家に下賜された。1871年、正亭治は秋田藩の江戸屋敷に近い神田豊島町で藤井薬種店 を営み始め、龍角散は一般に発売されることとなった
1893年、得三郎が龍角散の微粉末状の処方を完成させ、藤井得三郎商店を開業。8月に正亭治が死去し、10月には得三郎が家督を継ぎ、「龍角散」の名前で一般向け薬として売り出した。関東大震災後に大阪へ工場を移し、事業を復興するにあたり、遠縁の森垣亀一郎が船会社との交渉などで協力して、製品や救援物資の輸送が可能になったという。
株式会社としては1928年に設立。第二次世界大戦後の1946年に東京薬院を吸収合併。1964年には社名を主力商品名の「龍角散」と改称し、錠剤や散剤、トローチなど龍角散を冠した数多くの商品を開発した。
医療用分野では1990年からジェネリック医薬品分野にも進出している。1990年代には、売上高に匹敵する40億円の負債を抱え経営危機に陥るも、知名度のある「龍角散」ブランドを生かしたのど飴や水なしで飲める新製品を軸とした市場展開（マーケティング）が奏功し、立て直しに成功した。その後に服薬補助ゼリーがヒットした。

## 事業所
本社
- 東京都千代田区東神田二丁目5番12号

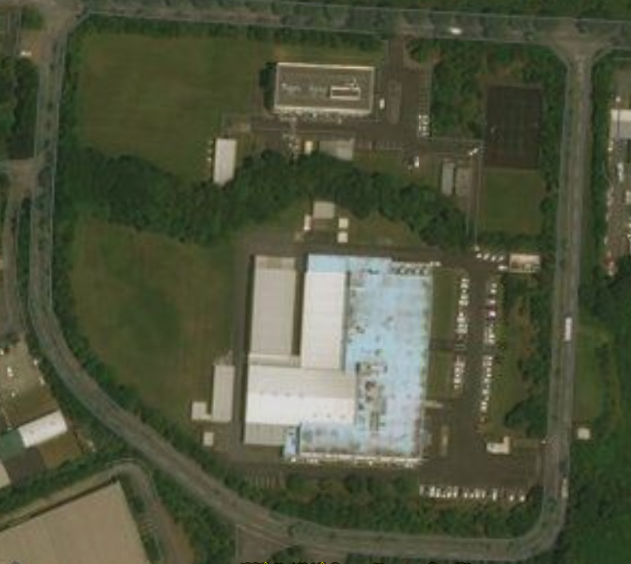
千葉工場
- 千葉県香取郡多古町水戸1460-3
  - 1991年、多古工業団地の一角に完成。

## 製品

### 龍角散（鎮咳去痰薬）
株式会社龍角散が製造販売する鎮咳去痰薬（パッケージ上の表記は鎮咳去痰剤）。痰（たん）を切って、咳を抑えるための薬である。散剤だけでなくトローチや錠剤、のど飴なども販売され、「ゴホン!といえば龍角散」のキャッチコピーが使われている。
2017年に他人の楽天ポイントを不正使用し、購入した中国人の男が逮捕された。中国国内では模造品が密造されており、商品名が「龍の散のどすっきり飴」となっていたり、家紋が「下がり藤」以外のものが使用されていたりしており、龍角散の公式ホームページで注意喚起がなされている。
昭和20年代から台湾や大韓民国への輸出を開始した。2019年現在は台湾、大韓民国、香港、アメリカ合衆国、タイで展開している。
また、2017年から越境ECを開始し、中華人民共和国向けに自社サイトでネット通販を行っている。2019年には華潤三九と提携し、今後中華人民共和国にて「龍角散ダイレクトスティック」「龍角散ののどすっきりタブレット」「龍角散ののどすっきり飴」を華潤三九が販売することを発表した。
医薬品
- 龍角散【第3類医薬品】
- 龍角散ダイレクトシリーズ
  - 龍角散ダイレクトスティック【第3類医薬品】- 「龍角散」の処方にニンジン末とアセンヤク末を加えた6種類の生薬を配合した水なしで服用できるスティック顆粒タイプ。スティック1包で大人1回服用分で携帯にも便利。服用量を調節することで3歳から服用できる。ミント味とピーチ味がある。「クララN」「クララCOOL」のリニューアル商品として、2008年10月から販売開始[16][17]。
  - 龍角散ダイレクトトローチ マンゴー【第3類医薬品】- 「龍角散」の処方にニンジン末を加えた5種類の生薬を微粉末にしたトローチタイプの鎮咳去痰薬。マンゴーの香りとメントールにより清涼感と芳香が持続する爽やかな味。2012年4月に従来の「龍角散トローチFL」の後継製品として発売。
- 龍角散胃健錠【第2類医薬品】

食品
- 龍角散ののどすっきり飴シリーズ[注釈 2] - 「龍角散」のハーブパウダー及び厳選素材のハーブエキス配合。10粒入りのスティックタイプ及び、88g入りの袋タイプが販売。
  - 龍角散ののどすっきり飴 - 唯一100gの袋タイプも販売されている。
  - 龍角散ののどすっきり飴  120max - 通常ののど飴に比べて龍角散ハーブパウダーを20%増量。
  - 龍角散ののどすっきり飴 シークヮーサー味
  - 龍角散ののどすっきり飴 カシス＆ブルーベリー - 袋タイプだか個包装となっている。シリーズで唯一シュガーレス。
- 龍角散ののどすっきりタブレットシリーズ - のど飴に比べて小粒で舐めながら喋れる。全てシュガーレス、キシリトール配合。
  - 龍角散ののどすっきりタブレット
  - 龍角散ののどすっきりタブレット ハニーレモン味
  - 龍角散ののどすっきり桔梗タブレット 抹茶ハーブ味

### おくすり飲めたね（嚥下補助製品）
おくすり飲めたねとは、主に幼児を対象とした薬の服薬補助ゼリーであり、薬をゼリー状のオブラートに包み込み、服用できるようにしたもので、特許取得商品である。「おくすり飲めたね」は登録商標（第4537663号）である。味はピーチ味とイチゴ味、ぶどう味があり、また粉薬に対応したチョコレート味も開発された。元々は嚥下が困難な病人のために開発した商品で、1998年から「龍角散嚥下補助ゼリー」として市販化されている。
2013年5月に「らくらく服薬ゼリー」をリニューアル。翌月には新たにスティックタイプを追加発売。商品のCMでは、キャッチコピーが「ゴクン!といえば龍角散」に変更されている。服薬補助ゼリーの開発は、営業から服薬補助水の依頼を受けた現執行役員の福居篤子の発案で、社内の反対の中、藤井現社長の決断で進められた。福居はこの一連の服薬補助ゼリー開発で、日本薬剤学会主催の「旭化成製剤学奨励賞（現・旭化成創剤研究奨励賞）」など計6つの賞を受賞した。
- おくすり飲めたね
- らくらく服薬ゼリー
- らくらく服薬ゼリー粉薬用

### 製造終了品
- 龍角散〈細粒〉【第3類医薬品】- 「龍角散」の処方をベースに、服用の際にむせたり、こぼしたりしないように細粒タイプにした製品。
- 龍角散ドロップノドローチ【第3類医薬品】-「龍角散」の処方にニンジン末を加え、ドロップタイプにした製品。
- 龍角散AZのどスプレー【第3類医薬品】- アズレンスルホン酸ナトリウムを配合した口腔咽喉用薬。製造販売元：昭和薬品化工。
- 龍角散せき止め錠【指定第2類医薬品】- 製造販売元：小林薬品工業。
- 龍角散のせき止め液【指定第2類医薬品】
- 龍角散鼻炎朝夕カプセル【第2類医薬品】（鼻炎用内服薬）
- 龍角散せき止めカプセル「コデポン」【指定第2類医薬品】- 製造販売元：佐藤薬品工業。
- 龍角散ののどすっきりガム
- クララ（ノド専門薬）
- 嚥下補助ゼリー
- 浦島 - 外用潤滑ゼリー
- フミナインA（薬効養毛料） - 東京薬院から承継。
- テーム水（皮膚病薬） - 東京薬院から承継。

## 広報活動

### 提供番組
現在
- 笑点シリーズ（日本テレビ） - 龍角散の代表的なスポンサー番組（同番組ではサントリーとともにスポンサーを長く務めている）。龍角散トローチのCMで主演の進士晴久が最後に言う「…と、日記には書いておこう」という台詞で知られる。番組開始当初から1987年頃までスポンサーを長く担当したが一時降板。その後はBSの派生番組および地上波では『笑点』直前のミニ番組『もう笑点』、正月特番のスポンサーを担当し、2017年10月1日から地上波レギュラー放送のスポンサーに復帰した。一族の小林製薬、同業の救心製薬、佐藤製薬も提供。
  - 笑点 なつかし版（BS日テレ）
  - 笑点 特大号（BS日テレ）
  - もう笑点（日本テレビ）
- 徹子の部屋 （テレビ朝日） - 月曜。「みんなの家庭の医学」（朝日放送テレビ制作）から移動。
- 人生の楽園（テレビ朝日)
- ポツンと一軒家　(朝日放送テレビ制作・テレビ朝日系列）
- 主治医が見つかる診療所（テレビ東京） - 2021年10月以降の月曜プレミア8枠も含む。
- ちびまる子ちゃん（フジテレビ）
- サザエさん（フジテレビ）
- 土曜はナニする!?（関西テレビ制作・フジテレビ系列）
- それいけ!アンパンマンくらぶ（BS日テレ） - 龍角散は毎年12月～翌年3月まで、『おくすり飲めたね』のCM『忙しいママを応援篇』を放送している。
- サンリオキャラクターズ ポンポンジャンプ!（BSフジ）
- 龍角散プレゼンツ 志の輔ラジオ 落語DEデート（文化放送）[注釈 3]
- 飯田浩司のOK! Cozy up!「モーニングライフアップ 今日の早起きドクター」（ニッポン放送）
- ONE MORNING「龍角散 presents ONE MORNING 天気予報」（TOKYO FM）[注釈 4]

過去
- おもしろサンデー（読売テレビ）
- 佐藤しのぶ 出逢いのハーモニー（テレビ神奈川）
- AKBでアルバイト（フジテレビ・2014年）
- しまじろうのわお!（BS11）※冬季限定（12月 - 3月）
- 駆け込みドクター!運命を変える健康診断（TBS）
- たけしの健康エンターテインメント!みんなの家庭の医学（朝日放送制作・テレビ朝日系列） - 当番組終了後、月曜の徹子の部屋に移動。
- GO!オスカル!X21（テレビ朝日）
- 笑点デラックス（BS日テレ）
- 華大の知りたい!サタデー（BSフジ）
- 高嶋ひでたけのあさラジ!「ラジオ人間ドック」（ニッポン放送・2017年 - 2018年）

### CMキャラクター
- 藤本義一（作家）
- ポール・ポッツ（歌手）
- 龍角散ダイレクト：宮本隆治
- 龍角散ダイレクト：立川志の輔 - 2024年12月からは弟子の立川晴の輔と共演
- 龍角散ののどすっきりタブレット：立川志の輔 - 同上
- 龍角散ののどすっきり飴：香川照之
- 龍角散ののどすっきり飴：綿引勝彦
- 龍角散ののどすっきり飴：安田聖愛
- 龍角散ののどすっきり飴：佐竹敬久 - 秋田県知事。久保田藩主佐竹氏の分家である佐竹北家（角館佐竹家）の当主。龍角散と久保田藩の縁による出演。
- らくらく服薬ゼリー：立川志の輔 - カットインされるゼリー嚥下中のレントゲン映像は、社長自ら実演している。
- 古川タク - CMキャラクターのデザインを担当。

### その他の広報活動
藤井家創業の地である秋田県で飴の原料となるハーブの栽培をし、テレビCMで でアピールを行っており、朝日広告社とのプロジェクト を組んでいる。2015年3～5月には、秋田県立図書館で「ゴ本（ホン）！といえばくすり展～秋田のミニくすり博物館～」が開催された。2019年には大仙市、秋田市、美郷町で、龍角散の紙袋やポスターなどの家庭薬展が開催された。
- 田沢湖ビール（わらび座） - 2019年4月に龍角散とコラボし、クラフトビールとして「龍角散×田沢湖ビール ドラゴンハーブヴァイス」 を、同年12月にはクラフトシュバルツビール（黒ビール）として「龍角散×田沢湖ビール ドラゴンハーブブラック」を数量限定商品とした。

## 不祥事
同社の社長らが行ったセクハラ行為について調査したところ解雇された、とする法務担当の社員が、解雇の取り消しを求めて提訴し、裁判となり、2021年12月に6000万円の解決金で和解が成立していたことがわかった。

## テレビ番組
- 日経スペシャル カンブリア宮殿 のどを守って200年　龍角散再生の奇跡ドラマ（2015年7月23日、テレビ東京）[29]

## 書籍

### 関連書籍
- 『ビジネスマンの父より愛をこめて 龍角散社長藤井康男が贈る12章』（著者:藤井康男）（1991年10月28日、光人社）ISBN 9784769805809

## 関連作品
わらび座ミュージカル『龍角散Presents・ゴホン！といえば』（2022年、脚本・演出：マキノノゾミ）